# Јоргос Принтезис
Јоргос Принтезис (грч. Γιώργος Πρίντεζης; Атина, Грчка, 22. фебруар 1985) бивши је грчки кошаркаш. Играо је на позицији крилног центра.

## Клупска каријера
Принтезис је каријеру почео у Олимпијакосу. У сезони 2006/07. је играо на позајмици у Олимпији из Ларисе након чега се вратио у Олимпијакос у којем је остао до 2009. године. У међувремену је одабран на НБА драфту 2007. као 58. пик од стране Сан Антонио спарса. Од 2009. до 2011. је наступао за шпанску Малагу након чега је поново потписао за Олимпијакос. У наредне две сезоне са клубом из Пиреја је освојио две Евролиге (2012, 2013). У освајању Евролиге у сезони 2011/12, Принтезис је постигао одлучујуће поене у завршници меча. Са Олимпијакосом је освојио и Интерконтинентални куп 2013. године. У домаћим оквирима са клубом је четири пута био првак Грчке док је два пута био освајач националног Купа. Уврштен је у идеални тим Евролиге за сезону 2016/17. Такође је уврштен и у идеални тим Евролиге у деценији 2010–2020. Завршио је играчку каријеру по окончању такмичарске 2021/22.

## Репрезентација
Са сениорском репрезентацијом Грчке је освојио бронзану медаљу на Европском првенству 2009. у Пољској. Укупно је за репрезентацију Грчке наступао на осам великих такмичења. Играо је на четири Европска првенства (2009, 2013, 2015, 2017), три Светска првенства (2010, 2014, 2019) као и на Олимпијским играма 2008. године.

## Успеси

### Клупски
- Олимпијакос:
  - Евролига (2): 2011/12, 2012/13.
  - Интерконтинентални куп (1): 2013.
  - Првенство Грчке (4): 2011/12, 2014/15, 2015/16, 2021/22.
  - Куп Грчке (2): 2010/11, 2021/22.

### Појединачни
- Идеални тим Евролиге — деценија 2010—2020
- Идеални тим Евролиге — прва постава (1): 2016/17.

### Репрезентативни
- Европско првенство:  2009.